# Туманшет (деревня)
Туманшет — деревня в Тайшетском районе Иркутской области России. Входит в состав Венгерского муниципального образования. Находится примерно в 44 км к западу от районного центра.

## Население
По данным Всероссийской переписи, в 2010 году в деревне проживало 40 человек (27 мужчин и 13 женщин).